# Nojewo (przystanek kolejowy)
Nojewo – zlikwidowany przystanek osobowy a dawniej stacja kolejowa w Nojewie na linii kolejowej nr 368 Szamotuły – Międzychód, w woj. wielkopolskim, w Polsce.
Dworzec kolejowy w Nojewie został opuszczony przez PKP około 2000 roku, po czym popadł w ruinę. W 2015 roku został zakupiony przez nowego właściciela. Obecnie (2020 r.) budynek dworcowy jest niemal całkowicie wyremontowany, na stacji znajduje się rozwijane wciąż Muzeum Kolejnictwa z licznymi eksponatami: umundurowaniem, tablicami informacyjnymi, rozkładami jazdy, starymi biletami, sprzętem kolejarskim itp. Właściciel udrożnił kilka kilometrów linii kolejowej,  remontuje zabytkowy tabor (kilka wagonów towarowych i osobowych), oprowadza po eksponatach oraz prowadzi na zamówienie przejazdy drezyną spalinową i ręczną. Zwiedzić można wieżę ciśnień i wyposażenie dawnej nastawni.

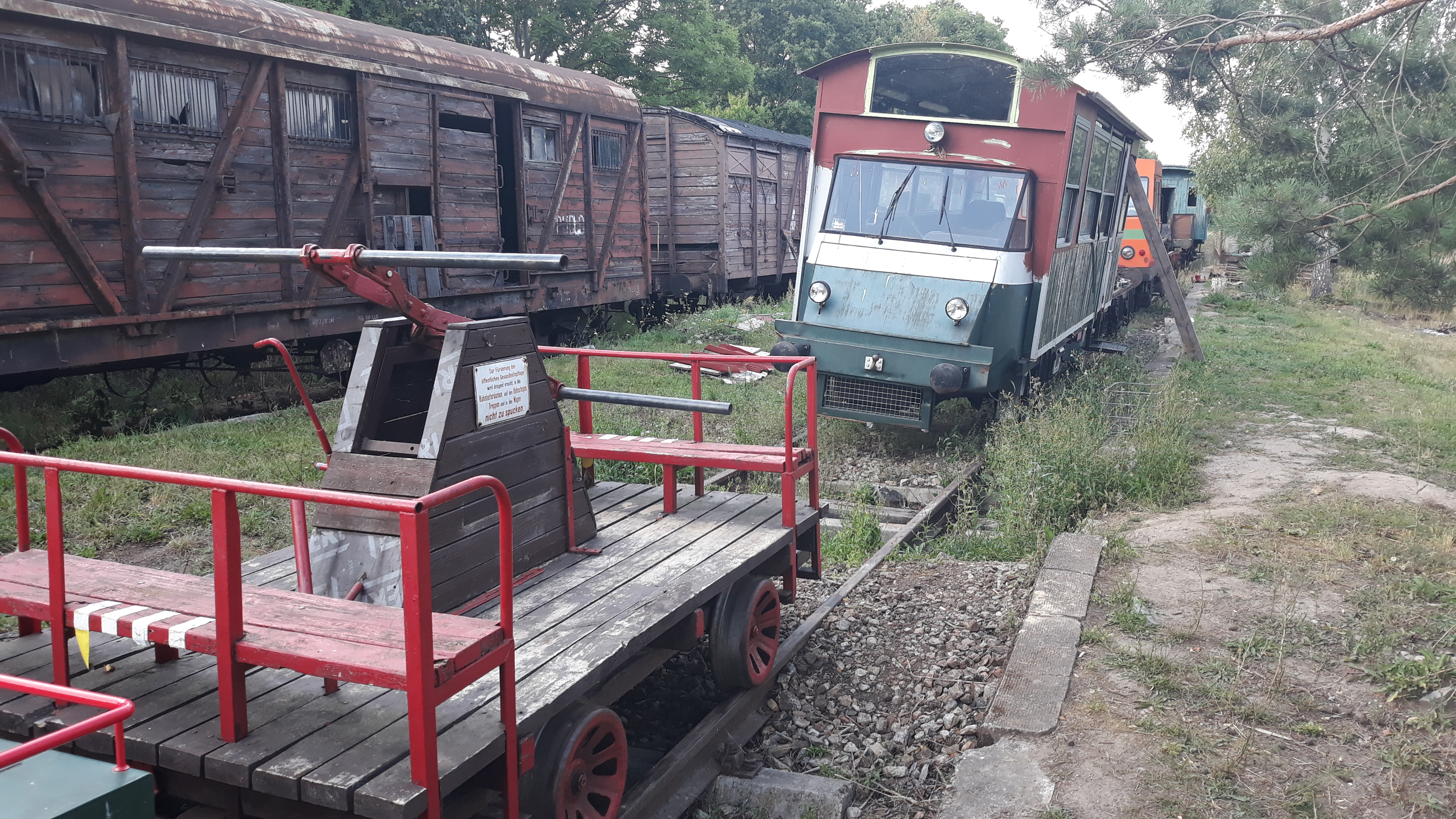
Stary tabor kolejowy
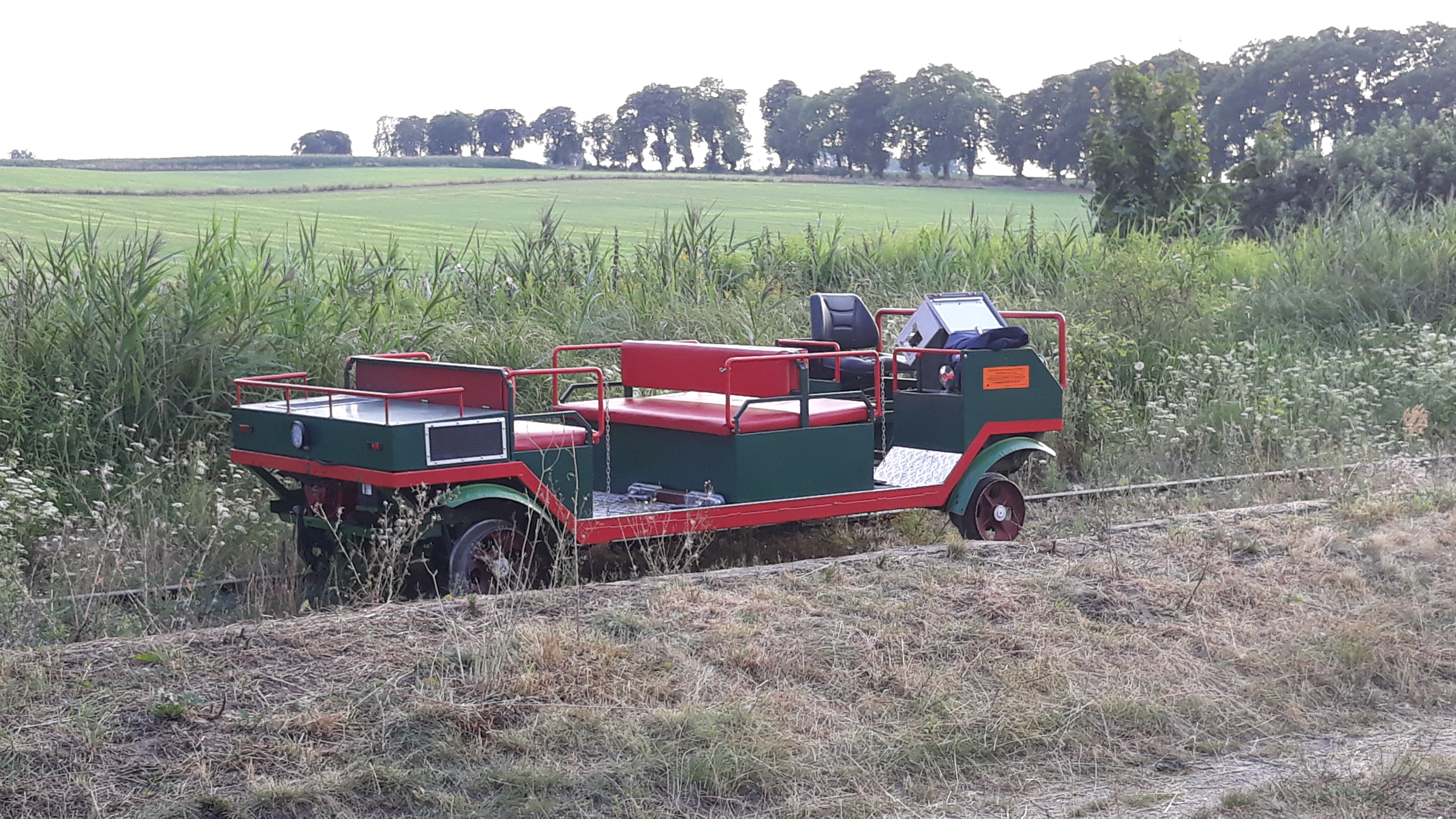
Drezyna spalinowa